# 信濃追分站
信濃追分站（日语：／ Shinano-Oiwake eki */?）是位於長野縣北佐久郡輕井澤町大字追分，屬於信濃鐵道的信濃鐵道線車站。

## 概要
此站在信越本線時代與中央本線富士見站共同成為特急通過的日本海拔最高車站（957米），在信濃鐵道接管後並沒有特急列車通過。此站現時為信濃鐵道海拔最高的車站，也是除JR外普通鐵道中海拔最高的車站（在JR海拔最高車站為小海線野邊山站）。而此站在JR時代是高崎分社和長野分社的邊界站（實際的邊界是靠近御代田站）。
此站的站名「追分」意思是中山道和北國街道的分支點。而在冠上舊國名「信濃」前，室蘭本線和奧羽本線已經設有追分站（追分站 (北海道)、追分站 (秋田縣)）。

## 歷史
- 1909年（明治42年）6月25日 - 國有鐵道開設追分臨時停車場[1]。
- 1923年（大正12年）10月1日 - 臨時停車場升級至車站，車站名為信濃追分站[1]。
- 1969年（昭和44年）10月1日 - 營業範圍由「一般運輸營業」變為「旅客、手提行李、小型行李和小型貨物」[3]。
- 1972年（昭和47年）3月15日 - 營業範圍變為「旅客、發送手提行李和發送小型行李（在9月11日至翌年7月19日之間只限旅客。）」[4]。
- 1974年（昭和49年）10月1日 - 營業範圍變為「旅客、發送行李（在9月11日至翌年7月19日之間只限旅客。）」[5]。
- 1984年（昭和59年）2月1日 - 營業範圍變為「旅客」[6]。
- 1987年（昭和62年）4月1日 - 伴隨國鐵分割民營化，車站由東日本旅客鐵道（JR東日本）營運[7]。
- 1997年（平成9年）10月1日 - 隨著北陸新幹線啟用，JR東日本車站由信濃鐵道接管。
- 2005年（平成17年）秋天 - 在車站大樓內設置了生活手帖別冊編輯室。
- 2013年（平成25年）7月13日 - 自動售票機開始使用[8]。

## 車站構造

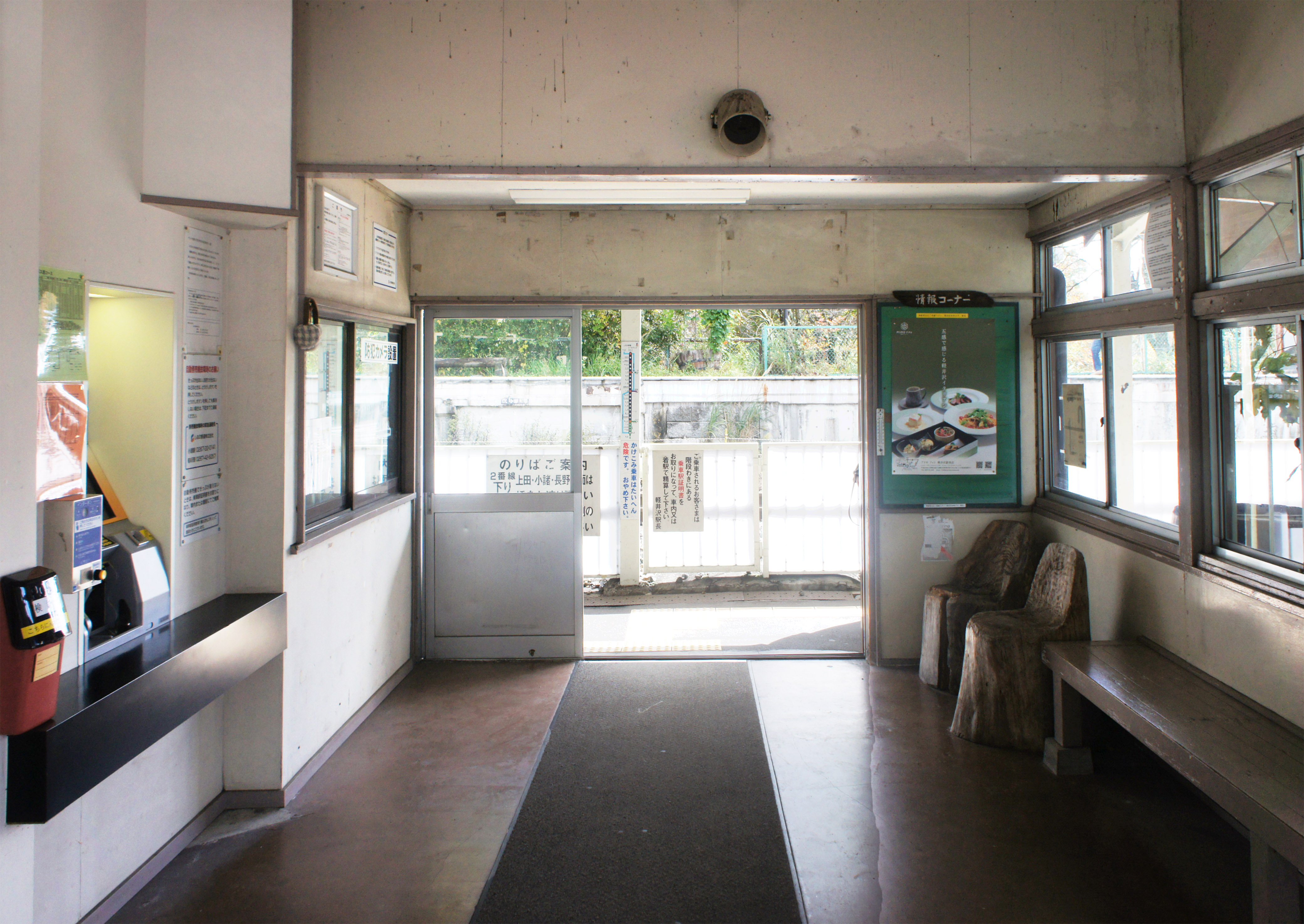
候車室（2021年10月）
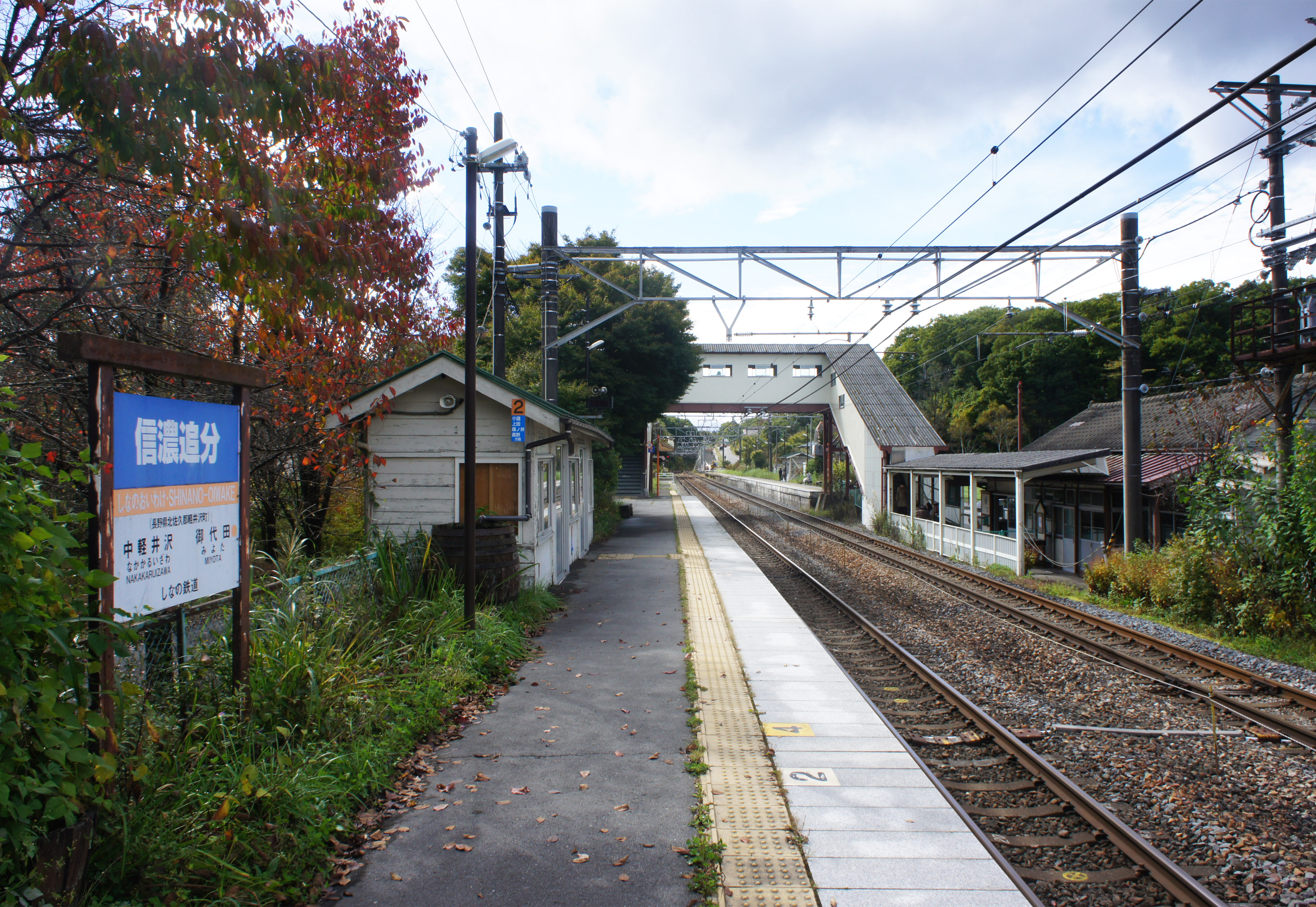
月台（2021年10月）
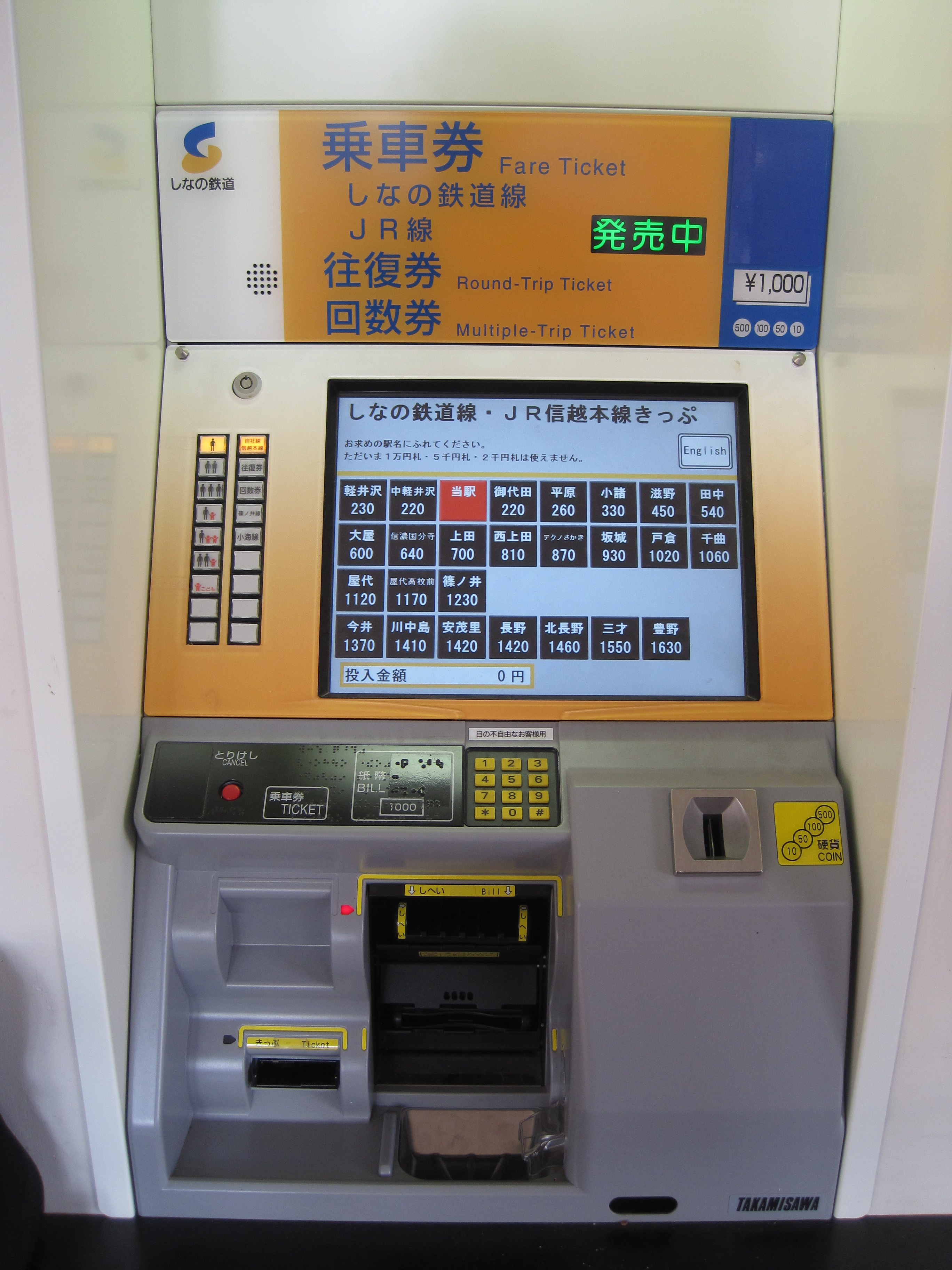
自2013年7月開始使用的自動售票機

此站是設有2面2線相對式月台的一座地面車站。此站分別設有北出口及南出口。南出口位於下行月台往輕井澤的方向，在信濃鐵道接管此站時設置。此站在JR時代是車站職員配置車站，現時則為無人車站。在2013年7月13日起，此站設置自動售票機，在5時45分至23時35分之間運作。此站過去在黄金周和暑假期間會臨時設有車站職員當值以發售車票，職員來自小諸站；但在設置自動售票機起便停止該措施。兩月台均設有乘車站證明票發行機。

### 月台
| 月台 | 路線        | 上下行 | 方向           |
| ---- | ----------- | ------ | -------------- |
| 1    | ■信濃鐵道線 | 上行   | 輕井澤方向     |
| 2    | ■信濃鐵道線 | 下行   | 小諸、長野方向 |

## 利用狀況
在2019年（令和元年）度，1日平均乘車人次為239人。
以下為近年乘車人次變化：
| 乘車人次變化 | 乘車人次變化     | 乘車人次變化 |
| 年度         | 1日平均 乘車人次 |              |
| ------------ | ---------------- | ------------ |
| 1997年       | 125              |              |
| 1998年       | 177              |              |
| 1999年       | 179              |              |
| 2000年       | 179              |              |
| 2001年       | 204              |              |
| 2002年       | 200              |              |
| 2003年       | 174              |              |
| 2004年       | 153              |              |
| 2005年       | 157              |              |
| 2006年       | 164              |              |
| 2007年       | 158              |              |
| 2008年       | 162              |              |
| 2009年       | 186              |              |
| 2010年       | 177              |              |
| 2011年       | 190              |              |
| 2012年       | 179              |              |
| 2013年       | 238              |              |
| 2014年       | 260              |              |
| 2015年       | 250              |              |
| 2016年       | 259              |              |
| 2017年       | 257              |              |
| 2018年       | 256              |              |
| 2019年       | 239              |              |

## 車站周邊
- 輕井澤追分郵局
- 中山道、北國街道 追分宿（日语：追分宿）[1]。
- 練馬區立輕井澤少年自然之家　Verde輕井澤

## 巴士路線
千曲巴士（輕井澤町內循環巴士西路線）
- 信濃追分站 - 古宿公民館 - 中輕井澤 - 輕井澤醫院
- 信濃追分站 - 大日向 - 追分公民館 - 三石公民館

## 其他
- 從月台可觀看淺間山，並設有資訊牌。

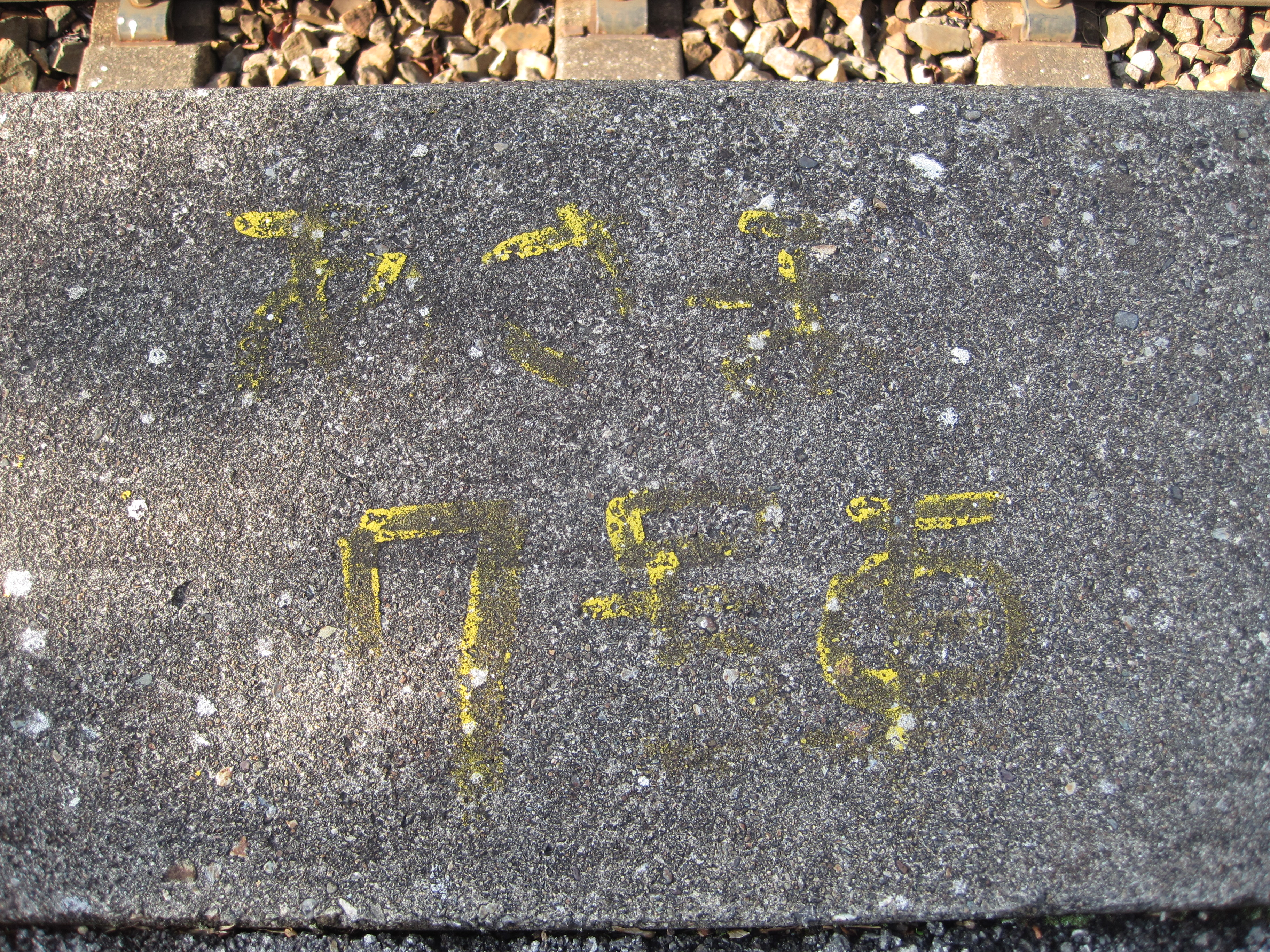
下行月台還有特急淺間的乘車位置資訊遺蹟

- 在下行月台上設有特急「淺間」的乘車位置資訊遺蹟。
- 在JR時代此站設有紀念印章。

## 相鄰車站
信濃鐵道
■信濃鐵道線
- 觀光列車「六門」停車站

□快速、■普通
中輕井澤－信濃追分－御代田

## 注腳
1. 1 2 3 4 5 6 7 8 9 10  信濃毎日新聞社出版部. . 信濃毎日新聞社. 2011-07-24: 240. ISBN 9784784071647 （日语）.
2. 1 2 3  緯度経度付き全国沿線・駅データベース （页面存档备份，存于） - 公益財團法人國土地理協會，2015年8月6日參閲。
3. ↑  1969年（昭和44年）9月27日日本國有鐵道公示第294號「停車場之營業範圍修正」
4. ↑  1972年（昭和47年）3月15日日本國有鐵道公示第654號「停車場之營業範圍修正」
5. ↑  1974年（昭和49年）9月12日日本國有鐵道公示第208號「停車場之營業範圍修正」
6. ↑  1984年（昭和59年）1月30日日本國有鐵道公示第174號「車站之營業範圍修正」
7. ↑  《交通年鑑 昭和63年版》交通協力會，1988年3月。
8. 1 2   (PDF). しなの鉄道.   [2020-07-03]. （原始内容 (PDF)存档于2019-03-02） （日语）.
9. ↑   (PDF). 軽井沢町: 75. 2020-06  [2020-07-03]. （原始内容 (PDF)存档于2020-07-03） （日语）.
10. ↑  平成30年度「輕井澤町之統計」和平成19年度「輕井澤町統計書」

## 外部連結
- 信濃追分站（信濃鐵道） （页面存档备份，存于）（日語）